# Bokmålsordboka
Il Bokmålsordboka è un dizionario di norvegese scritto nella versione Bokmål (letteralmente "lingua del libro"). È stato pubblicato dal Dipartimento degli Studi Linguistici e Scandinavi presso l'Università di Oslo in collaborazione con il Concilio della Lingua Norvegese. La realizzazione di questo dizionario cominciò nel 1974 e la prima edizione venne pubblicata nel 1986. La versione stampata del dizionario è stata pubblicata da Kunnskapsforlaget, e il dizionario è anche disponibile online sul sito web dell'Università di Oslo.
Il Bokmålsordboka è uno dei tanti dizionari di Bokmål o Riksmål. Altri dizionari pubblicati da Kunnskapsforlaget sono il Norsk Riksmålsordbok, il Norsk ordbok e il Riksmålsordlisten. Il Bokmålsordboka è un dizionario normativo di Bokmål. Il dizionario normativo di Riksmål è il Riksmålsordlisten. Il Norsk ordbok copre sia il Riksmål che il Bokmål moderato, mentre il Norsk Riksmålsordbok è un dizionario descrittivo, il quale documenta tutti gli usi della lingua norvegese (non-Nynorsk).